# Boris Sichkin
Boris Sichkin (russisch Борис Михайлович Сичкин, ukrainisch Борис Михайлович Січкін, * 15. August 1922 in Kiew; † 22. März 2002 in New York City) war ein sowjetisch-amerikanischer Schauspieler, Tänzer und Choreograph.

## Leben
Boris Sichkin studierte von 1937 bis 1941 an der Ballettschule in Kiew und tanzte im Volkstanzensemble der Ukrainische Sozialistische Sowjetrepublik. Später choreographierte er mehrere Ballettaufführungen. Von 1941 bis 1946 war er Mitglied eines Frontensembles mit dem Volkskünstler der Ukrainische Sozialistische Sowjetrepublik Jurij Tymoschenko, Juchym Berezin, Oleksandr Segal und dem Choreografen Borys Kamenkovytsch, von 1947 bis 1948 Solist des Gesangs- und Tanzensembles A. W. Alexandrowna der Roten Armee, danach arbeitete er bis 1966 bei Moskonzert. Ab 1955 war er Mitglied des Kabarettensembles Синяя птичка (Blauer Vogel), für das er als Texter und Choreograph wirkte, und arbeitete für das „Backstage“-Theater Kroschka und den Bandleader Eddie Rosner, außerdem veröffentlichte er das Buch Я из Одессы, здрасьте! (Ich bin aus Odessa, hallo!). Als Schauspieler wurde er erst mit über vierzig Jahren in der Rolle des Buba Kastorski in dem Film Неуловимые мстители (Die unerreichbaren Rächer, 1966) bekannt.
1973 wurde Sichkin in Tambow wegen angeblicher Unterschlagung staatlichen Eigentums verhaftet, am Ende einer mehrjährigen Untersuchung aber freigesprochen. 1979 wanderte er in die USA aus, wo er an mehreren Filmen u. a. in der Rolle von Leonid Breschnew mitwirkte und in Varieté-Shows als Solist oder mit seiner Frau Galina Rybak auftrat. In den 1990er-Jahren übernahm er auch noch einmal Rollen in zwei russischen Filmen. In der fiktionalen ZDF-Dokumentation Der Dritte Weltkrieg von 1998 spielte er den sowjetischen Machthaber General Soschkin, der am Ende dieses Films die Welt in ein nukleares Inferno stürzt.
Sein Sohn Emilian Sichkin wurde als Komponist bekannt.